# Sukuta
Sukuta är en stad i regionen West Coast i västra Gambia. Staden ligger nära Gambias största stad Serrekunda. Staden hade 47 048 invånare 2013.